# Incurvaria pirinella
Incurvaria aenella — вид лускокрилих комах родини Incurvariidae. Описаний у 2020 році.

## Назва
Назва виду походить від гірської системи Пирин.

## Поширення
Ендемік Болгарії. Відомий з чотирьох різних місцевостей у південно-західній частині країни навколо долини р. Струма та прилеглих до неї регіонів, які належать до Благоєвградської області та гірського масиву Пирин на висотах 200—1200 м над рівнем моря.

## Опис
Вид морфологічно та генетично найбільше схожий на Incurvaria triglavensis Hauder, 1912. Відмінності цих двох видів є у зовнішньому вигляді та геніталіях обох статей.